# فولداموبیل
فولداموبیل (Fuldamobil) خودرویی است که در سال‌های ۱۹۵۰ تا ۱۹۶۹تولید شده‌است. طراحی آن خودروهای موتور وسط عقب-محور عقب بوده است.

## نگارخانه

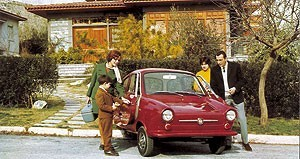
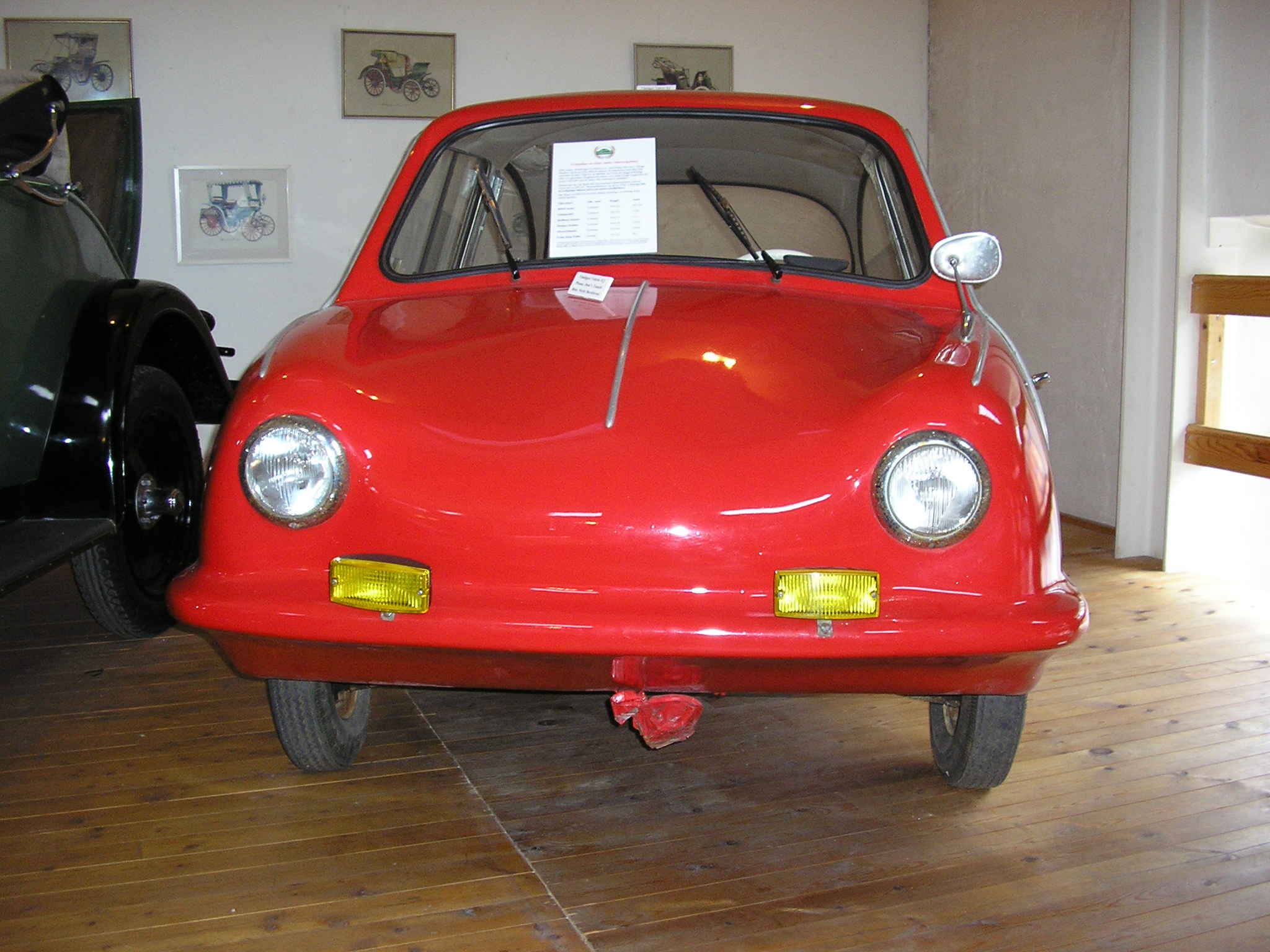
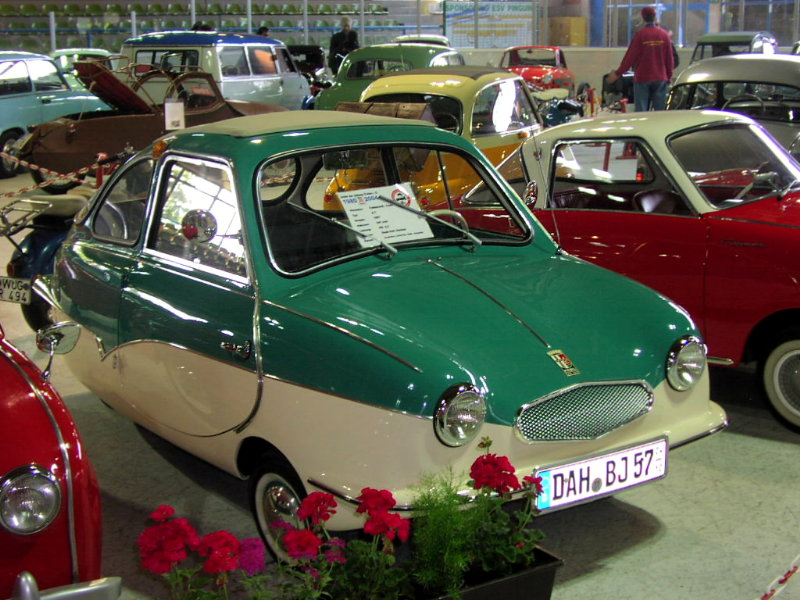